# دونكان سكوت
دونكان سكوت (بالإنجليزية: Duncan Scott) هو سباح بريطاني، ولد في 6 مايو 1997 في غلاسكو في المملكة المتحدة.

## روابط خارجية
- دونكان سكوت على موقع الاتحاد الدولي للسباحة (الإنجليزية)
- دونكان سكوت على موقع SwimRankings.net (الإنجليزية)
- دونكان سكوت على موقع اللجنة الأولمبية الدولية (الإنجليزية)
- دونكان سكوت على موقع أوليمبيديا (الإنجليزية)
- دونكان سكوت على موقع اللجنة الأولمبية البريطانية (الإنجليزية)
- دونكان سكوت على موقع اتحاد ألعاب الكومنولث (مؤرشف) (الإنجليزية)